# Langonnet (Fluss)
Der Langonnet ist ein kleiner Fluss in Frankreich, der im Département Morbihan in der Region Bretagne verläuft. Er entspringt an der Bergkette der Montagnes Noires im nördlichen Gemeindegebiet von Langonnet, entwässert generell in südlicher Richtung und mündet nach rund 17 Kilometern an der Gemeindegrenze von Langonnet und Le Faouët als linker Nebenfluss in den Ellé.

## Orte am Fluss
(Reihenfolge in Fließrichtung)
- Grand Borin, Gemeinde Langonnet
- Leurven, Gemeinde Langonnet
- Langonnet
- Kercastellou, Gemeinde Langonnet
- Kerbic, Gemeinde Le Faouët